# جعفر نجیبی
جعفر نجیبی (زاده ۱۳۳۲) مجسمه‌ساز ایرانی است.

## زندگی
جعفر نجیبی متولد ۱۳۳۲ شهرستان خوی است. او فارغ التحصیل هنرستان هنرهای زیبا و دانشکده هنرهای زیبا و دارای لیسانس مجسمه سازی  و نشان درجه یک هنری معادل دکترای هنری است.
تدریس در دانشگاه الزهرا، سوره، دانشگاه آزاد ، مراکز تربیت معلم، هنرستان هنرهای زیبا و برخی موزه ها از جمله فعالیت های او در زمینه تدریس هنر است.او در بیش از ۲۰ نمایشگاه انفرادی و گروهی داخلی و خارجی شرکت داشته است و داوری سمپوزیوم های مجسمه سازی را بر عهده داشته است.

## آثار
- طراح سکه بهار آزادی بانک مرکزی در سال ۷۲
- سردیس جلال آل‌احمد به سفارش انجمن مفاخر ایران از جنس برنز - این مجسمه در محوطه ورودی موزه تهران‌شناسی در خیابان نواب قرار گرفته‌است.
- یک اثر هفت متری متشکل از هفت دلفین
- سردیس استاد محمد معین
- سردیس شمس تبریزی
- سردیس حافظ
- سردیس کمال‌الدین بهزاد
- سردیس دهخدا
- سردیس شهید نجات اللهی
- سردیس تختی
- مجسمه‌های به شکل سیب وانگوربرای شهرستان ارومیه
- اثرحجمی گربه‌ها به ارتفاع ۶ متر در شهر وان ترکیه
- طراحی واجرای مجسمه به ارتفاع ۵ متر در شهر اگدپر ترکیه
- طراحی واجرای مجسمه بسیجی در شهرستان خوی
- مجسمه ۵ متری متفکر دراصفهان
- تندیس یک نوازنده در پارک هنرمندان
- تندیس نام علی بن ابی‌طالب که در فضای خالی آن فردی در حال نماز خواندن است و از زاویه دیگراین تندیس فرم شمشیر دیده می‌شود.[۱]